# TV Cidade (João Pessoa)
A TV Cidade João Pessoa (TVC) é uma emissora de televisão brasileira, pública e educativa, pertencente à Prefeitura Municipal de João Pessoa (PMJP), sendo vinculada à Secretaria de Educação e Cultura (Sedec) e Secretaria de Comunicação (Secom). Trabalha com foco na educação, cultura e transparência, sendo responsável por produzir e exibir mais de 35 produtos dos mais variados segmentos, passando por entretenimento e jornalismo. Presente nas redes sociais, a TV Cidade João Pessoa se prepara para estrear no canal 6.3 em parceria com a JPedu TV.  